# سفيان شاهد

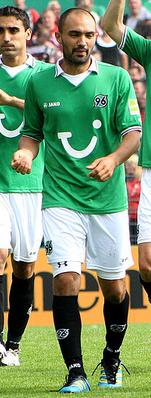

سفيان شاهد (بالألمانية: Sofian Chahed)‏ (مواليد 18 أبريل 1983 في برلين - ألمانيا الغربية) لاعب كرة قدم تونسي يلعب حاليا لصالح نادي الدرجة الأولى هانوفر الألماني منذ 2009 في مركز الظهير الأيمن .

## مسيرته الكروية
لعب سفيان شاهد خلال مسيرته الاحترافية مع 4 أندية في ثلاثة عشر موسمًا وسجل خلالها 8 أهداف ضمن 208 مباراة. ولم يفز بأي موسم بالكأس أو بالدوري.
خاض سفيان شاهد مسيرته مع SG Gesundbrunnen Berlin ‏ في موسم 2003–04 في المرة الأولى لمدة موسم واحد ثم في موسم 2005–06 ليلعب معه أربعة مواسم، مشاركًا طوالها في 89 مباراة سجل خلالها 4 أهداف. ثم انتقل إلى Hertha BSC II ‏ في موسم 2004–05 ولمدة موسمين، حيث شارك في 56 مباراة سجل خلالها هدفين. لينتقل بعدها إلى نادي هانوفر 96 في موسم 2009–10 ليلعب معه أربعة مواسم، مشاركًا في 63 مباراة سجل خلالها هدفين أيضًا. ثم انتقل إلى نادي إف إس في فرانكفورت في موسم 2014–15 لمدة موسم واحد، لم يشارك في أي مباراة ولم يسجل أي هدف.

## روابط خارجية
- سفيان شاهد على موقع الاتحاد الدولي (مؤرشف)  (الإنجليزية)
- سفيان شاهد على موقع قاعدة بيانات كرة القدم.إي يو (الإنجليزية)
- سفيان شاهد على موقع بيانات كرة القدم. دي إي (الألمانية)
- سفيان شاهد على موقع ناشيونال فوتبول تيمز (الإنجليزية)
- سفيان شاهد على موقع Soccerway.com (الإنجليزية)
- سفيان شاهد على موقع عالم كرة القدم.نت (الإنجليزية)
- سفيان شاهد على موقع كووورة
- سفيان شاهد على موقع AS.com (الإسبانية)